# جورج آلن
جورج آلن (انگلیسی: George Allen; ۲۶ مارس ۱۸۳۲ – ۵ سپتامبر ۱۹۰۷) قلم‌زن اهل پادشاهی متحد بریتانیای کبیر و ایرلند بود که بعدها دستیار جان راسکین شد و در نتیجه تبدیل به یک ناشر شد. او مؤسس کمپانی آلن و آنوین است.